# Friedrich Ernst Fehsenfeld
Friedrich Ernst Fehsenfeld (16. prosince 1853, Gross Lengden u Göttingenu – 16. září 1933, Freiburg im Breisgau) byl německý nakladatel a vydavatel především knih německého spisovatele Karla Maye. Patří rovněž k zakladatelům nakladatelství Karl-May-Verlag.

## Život

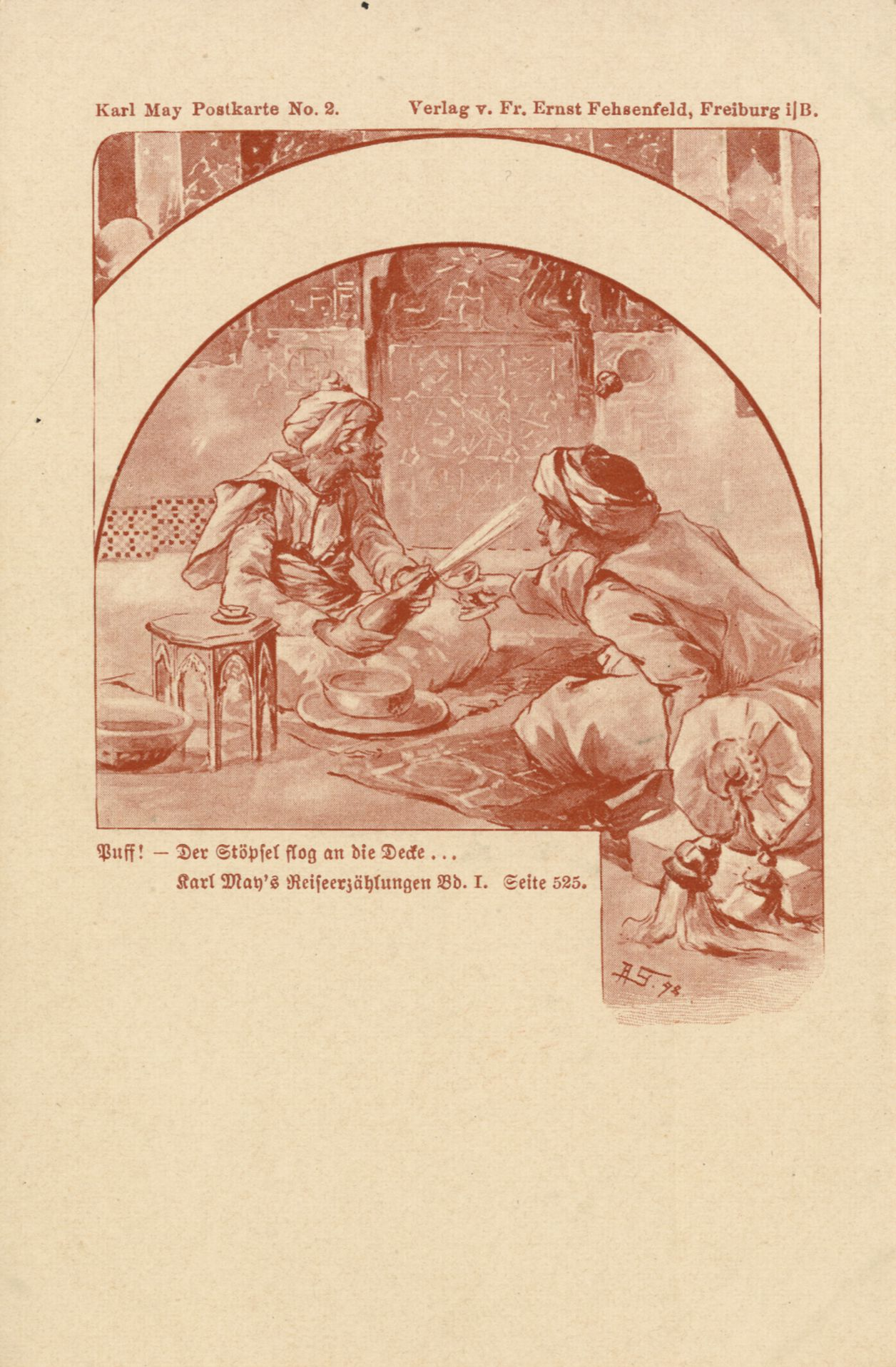
Ilustrace k románu Pouští (Durch die Wüste)

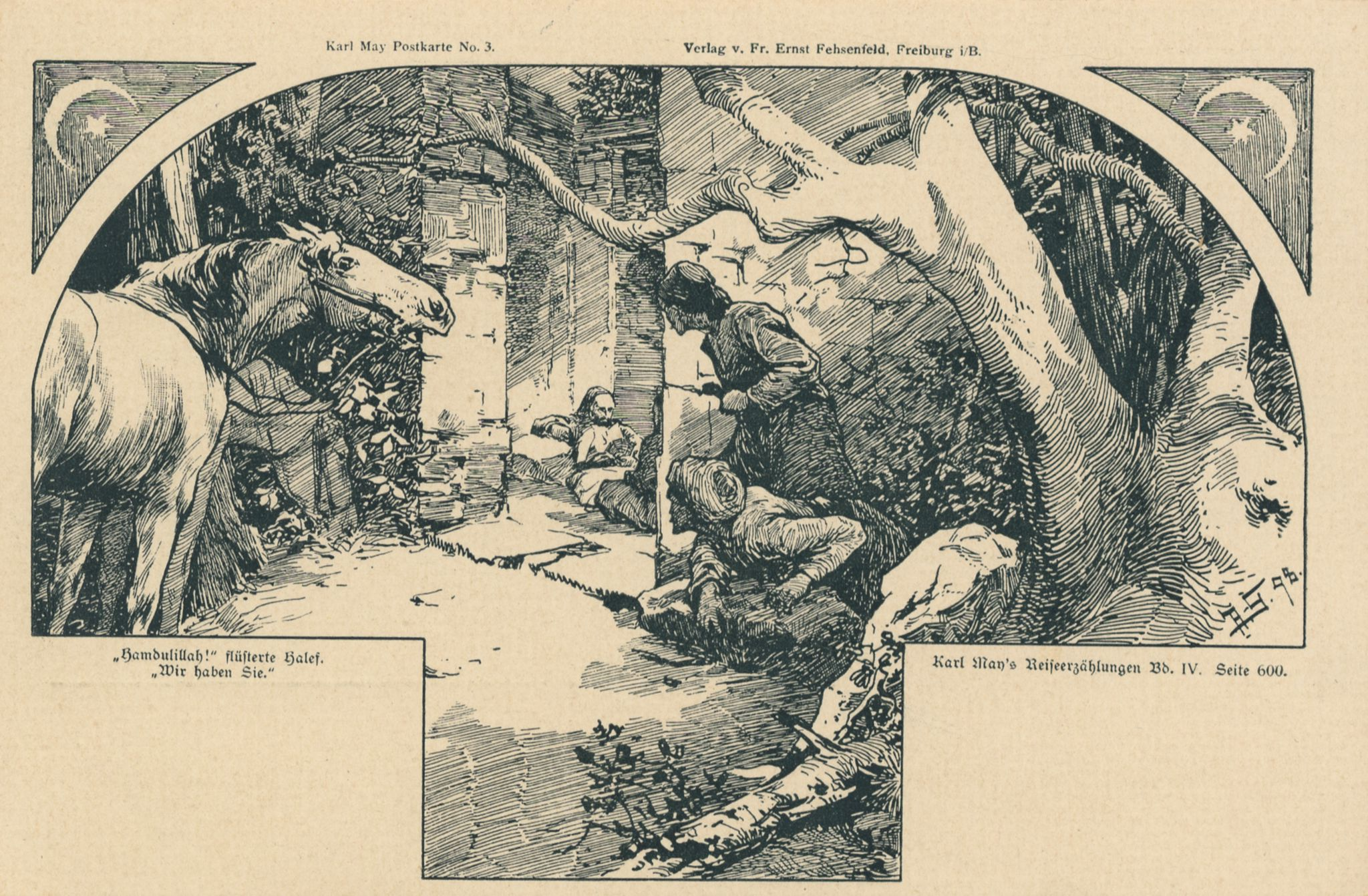
Ilustrace k románu V balkánských roklimách (In den Schluchten des Balkan)

Byl osmým synem pastora Johannesa Fehsenfelda. Po základní škole navštěvoval Vilémovo královské gymnázium v Berlíně. Z finančních důvodů se musel vyučit knihkupcem. Svůj vlastní nakladatelský podnik založil 1. dubna roku 1890 ve Freiburgu im Breisgau, kde v letech 1892–1910 vydával Sebrané cestovní romány Karla Maye (Carl May's gesammelte Reiseromane), později přejmenované na Sebrané příběhy z cest Karla Maye (Karl May's gesammelte Reiseerzählungen). Kromě románů Karla Maye vydával v edici Svět cest a dobrodružství (Die Welt der Fahrten und Abenteuer) také díla Rudyarda Kiplinga, Jacka Londona, Roberta Louise Stevensona a jiných známých spisovatelů dobrodružné literatury.

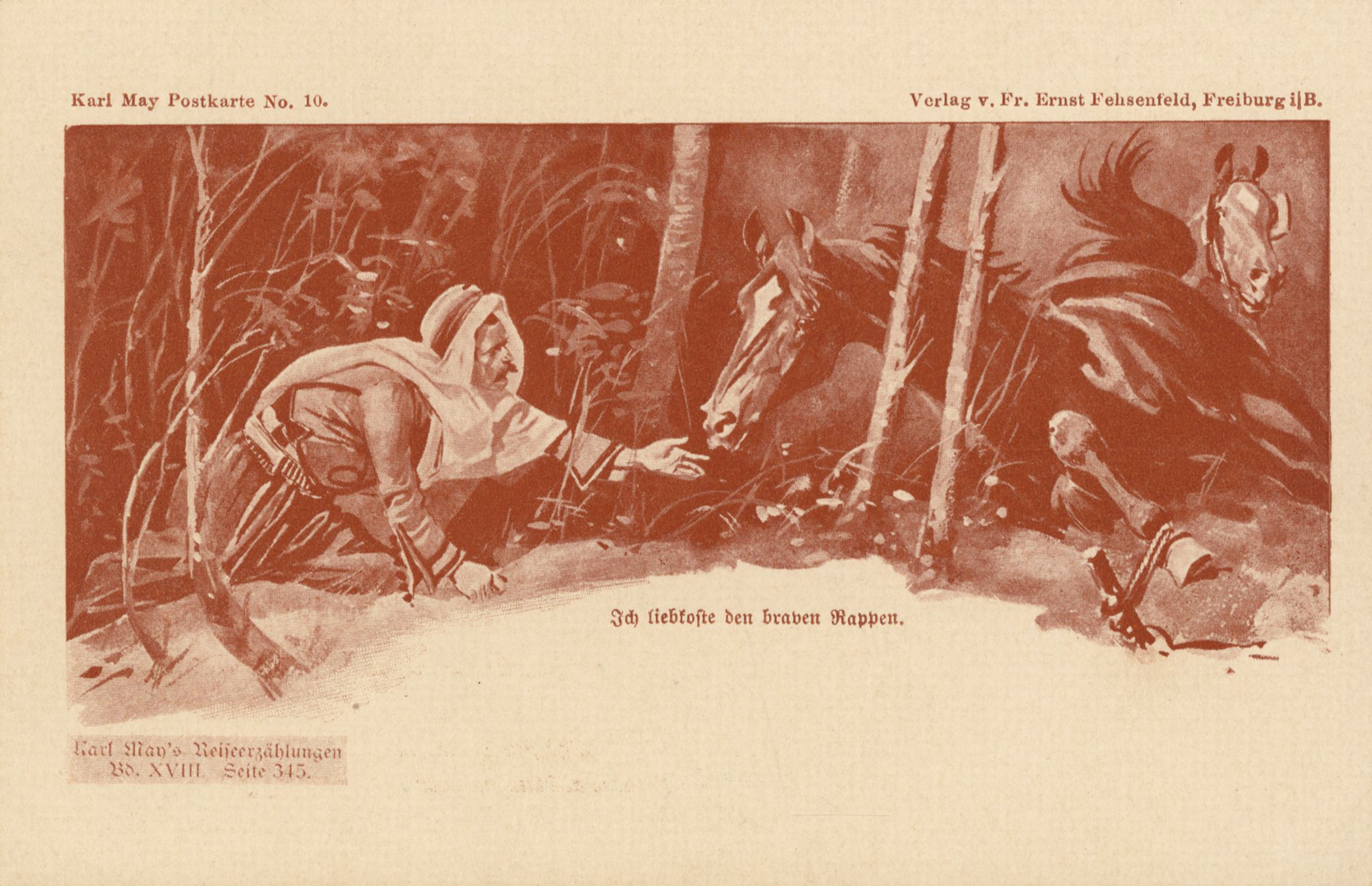
Ilustrace k románu V zemi Mahdího (Im Lande des Mahdi)

Fehsenfeld se s Karlem Mayem seznámil roku 1891 poté, co si přečetl jeho příběh Giölgeda padishanün z cyklu Ve stínu padišáha. Byl tak nadšen, že uzavřel s Mayem smlouvu na souborné vydání všech částí cyklu, které vznikaly v letech 1880–1888 a byly roztroušeny v novinových vydáních, kde vycházely na pokračování. Fehsenfeld se dále zavázal vydat další Mayovy romány a povídky, které vycházely v různých novinách a časopisech a May měl za povinnost dodat své příběhy ve formě vhodné pro knižní vydání. Tím byla zahájena edice Carl May's gesammelte Reiseromane (Sebrané cestovní romány Karla Maye), později přejmenovaná na Karl May's gesammelte Reiseerzählungen (Sebrané příběhy z cest Karla Maye), která vycházela v letech 1892–1910 a dosáhla počtu 33 titulů.
Další Fehsenfeldova edice Karl Mays Illustrierte Reiseerzählungen (Ilustrované příběhy z cest Karla Maye) zahrnuje celkem 33 ilustrovaných svazků, vydaných v letech 1907–1912. Mimo to vydal Fehsenfeld Mayovi sborník básní Himmelsgedanken (1900, Nebeské myšlenky), drama Babel und Bibel (1906, Babylon a bible), knihu Erzgebirgische Dorfgeschichten (1907, Krušnohorské vesnické povídky) a autobiografii Mein Leben und Streben (1910, Můj život a mé cíle).
Po smrti Karla Maye roku 1912 neměl Fehsenfeld již dostatek prostředků, aby znovu oživil Mayovu popularitu, ztracenou díky štvanici, která byla na spisovatele pořádána. Snažil se proto o prodej nakladatelských práv jinému nakladatelství. Navázal kontakty s vdovou po Karlu Mayovi Klárou Mayovou, která se stala Mayovou univerzální dědičkou a hledala někoho, kdo by se nově mohl ujmout díla jejího muže. Společně s Mayovým dlouholetým přítelem a právníkem Eucharem Albrechtem Schmidem tak 1. července roku 1913 založili v Radebeulu nakladatelství Karl-May-Verlag, které začalo vydávat Sebrané spisy Karla Maye (Karl May’s Gesammelte Werke).
Roku 1921 Fehsenfeld z nakladatelství vystoupil, ale svůj vlastní podnik vedl i nadále až do své smrti v roce 1933.

## Sebrané příběhy z cest Karla Maye

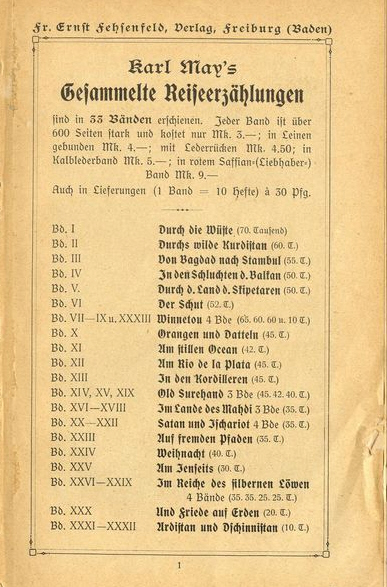
Seznam Sebraných příběhů z cest Karla Maye z roku 1910

Karl May's gesammelte Reiseerzählungen (Sebrané příběhy z cest Karla Maye) je název pro Mayovy spisy vydané v nakladatelství Friedrich Ernst Fehsenfeld. Edice, vycházející v letech 1892–1910, neobsahuje autorovy knihy psané v třetí osobě a další primárně určené mládeži a skládá se z těchto třiceti tří svazků:
1. Durch die Wüste (1892, Pouští), do roku 1895 jako Durch Wüste und Harem (Pouští a harémem), první díl cyklu Im Schatten des Grossherrn (Ve stínu padišáha).
2. Durchs wilde Kurdistan (1892, Divokým Kurdistánem), druhý díl cyklu Im Schatten des Grossherrn (Ve stínu padišáha).
3. Von Bagdad nach Stambul (1892, Z Bagdádu do Cařihradu), třetí díl cyklu Im Schatten des Grossherrn (Ve stínu padišáha).
4. In den Schluchten des Balkan (1892, V balkánských roklinách), čtvrtý díl cyklu Im Schatten des Grossherrn (Ve stínu padišáha).
5. Durch das Land der Skipetaren (1892, Zemí Škipetarů), pátý díl cyklu Im Schatten des Grossherrn (Ve stínu padišáha).
6. Der Schut (1892, Šut, resp. Žut), šestý díl cyklu Im Schatten des Grossherrn (Ve stínu padišáha).
7. Winnetou I. (1893, Vinnetou I.), do roku 1904 jako Winnetou, der Rote Gentleman I. (Vinnetou, rudý gentleman I.).
8. Winnetou II. (1893, Vinnetou II.), do roku 1904 jako Winnetou, der Rote Gentleman II. (Vinnetou, rudý gentleman II.).
9. Winnetou III. (1893, Vinnetou III.), do roku 1904 jako Winnetou, der Rote Gentleman III. (Vinnetou, rudý gentleman III.).
10. Orangen und Datteln (1893, Oranže a datle).
11. Am Stillen Ozean (1893, Na Tichém oceánu).
12. Am Rio de la Plata (1894, Na Rio de la Plata), první díl románu El Sendador (česky jako Dobyvatelé Gran Chaca).
13. In den Cordilleren (1894, V Kordillerách), druhý díl románu El Sendador (česky jako Dobyvatelé Gran Chaca).
14. Old Surehand I. (1894).
15. Old Surehand II. (1894).
16. Im Lande des Mahdi I. (1896, V zemi Mahdího I.).
17. Im Lande des Mahdi II. (1896, V zemi Mahdího II.).
18. Im Lande des Mahdi III. (1896, V zemi Mahdího III.).
19. Old Surehand III. (1896).
20. Satan und Ischariot I. (1896, Satan a Jidáš I.).
21. Satan und Ischariot II. (1897, Satan a Jidáš II.).
22. Satan und Ischariot III. (1897, Satan a Jidáš III.).
23. Auf fremden Pfaden (1897, Na cizích stezkách).
24. Weihnacht! (1897, Vánoce).
25. Am Jenseits (1899, Na věčnosti, resp. Pouť do Mekky).
26. Im Reiche des Silbernen Löwen I. (1898, V Říši stříbrného lva I.).
27. Im Reiche des Silbernen Löwen II. (1898, V Říši stříbrného lva II.).
28. Im Reiche des Silbernen Löwen III. (1902, V Říši stříbrného lva III.).
29. Im Reiche des Silbernen Löwen IV. (1903, V Říši stříbrného lva IV.).
30. Und Friede auf Erden! (1904, A mír na Zemi!, resp. Do země mandarínů).
31. Ardistan und Dschinnistan I. (1909, Ardistan a Džinistan I.).
32. Ardistan und Dschinnistan II. (1909, Ardistan a Džinistan II.).
33. Winnetou IV. (1910, Vinnetou IV.).